# スーパーマリオ オデッセイ
『スーパーマリオ オデッセイ』（英: Super Mario Odyssey）は、任天堂が開発し、2017年10月27日に発売されたNintendo Switch用3Dアクションゲーム。

## 概要
2017年に発売されたプラットフォームゲームであり、Nintendo Switch向けに任天堂が開発・発売した。『スーパーマリオ』シリーズの一作で、マリオと新たな仲間であるキャッピーが、マリオの宿敵クッパの結婚式からピーチ姫を救うために、さまざまな国を冒険する物語である。以前の作品に見られた直線的に進行するコースクリア型のゲームとは対照的に、本作は『スーパーマリオ64』や『スーパーマリオサンシャイン』のようにマリオが箱庭ステージを動き回る。
ゲーム内では、マリオはさまざまな国を冒険し、国中に隠された「パワームーン」を集める。パワームーンは、「オデッセイ号」と呼ばれる飛行船の動力源に使用され、これによりプレイヤーは新たな場所へ移動できる。キャッピーの主な機能は「キャプチャー」能力であり、マリオが敵やその他のオブジェクトに乗り移り、パズルを解いたりゲームを進めたりするのに役立つ。メインストーリーをクリアすると、追加のミニゲームである「ルイージのバルーンファインド」で遊べるようになる。マルチプレイヤーモードも搭載し、後日配信されたアップデートにより、Nintendo LaboのVR Kitを使用することでのVRモードに対応している
作品内では、マリオシリーズのゲームとしては初めて「Jump Up, Super Star!」と「Break Free (Lead the Way)」という2つのボーカル曲が主題歌および挿入歌として採用されている。
本作は任天堂の任天堂企画制作本部によって開発され、2013年の『スーパーマリオ 3Dワールド』リリース直後から制作が始まった。開発段階で多様なアイデアが提案され、それらを活かすためにサンドボックス型ゲームプレイが採用された。『スーパーマリオ 3Dランド』や『Super Mario Run』といったカジュアル志向の前作とは異なり、本作はシリーズのコアファン層にも訴求する内容となっている。
本作は2017年10月27日に発売され、革新性や独創性、従来作の概念をさらに進化させた点が高く評価されている。歴代でも最高評価のゲームの一つに数えられ、多数の賞を受賞し、2025年3月31日時点で累計2,900万本以上の販売を記録、Nintendo Switchのベストセラーソフトの一つとなっている。

## ゲーム内容
本作は、プレイヤーがマリオを操作し、ゲーム内で「国」と呼ばれる14の異なる世界を帽子を模した飛行船「オデッセイ号」で旅しながら、ピーチ姫を誘拐して無理やり結婚しようと企むクッパから救出するアクションゲームである。ゲーム内に登場する国のステージデザインは『スーパーマリオ64』に見られる探索重視の設計が復活している。各国にはさまざまな目的をクリアし、アイテムである「パワームーン」を集め、次のワールドへの移動が可能になる仕組みがある。中間ポイントが各地に設置されており、これを使用するとマリオがその地点に瞬時にワープできるようになる。
マリオは従来の動き（三段ジャンプや壁ジャンプなど）に加え、「キャッピー」という帽子の姿をしたスピリットを投げるアクションが可能であり、敵を攻撃したり、一時的な足場として利用したりすることができる。特定のオブジェクトや敵、ノンプレイヤーキャラクターに帽子を投げると、マリオは「キャプチャー」と呼ばれる操作で相手を乗っ取り、それぞれのユニークな能力を使用することができる。例えば、マリオは「キラー」をキャプチャーして広い隙間を飛び越えたり、「ティラノサウルス」をキャプチャーして物を踏みつぶしたり、電気の塊をキャプチャーして電線を登ったり、「タンクロー」という戦車をキャプチャーして敵を攻撃したり障害物を破壊したりできる。Joy-Conを使ったモーションコントロールで一部アクションを加速させることができるが、ジョイコンを本体に接続した通常操作でも完全にプレイできる。ゲーム内では通常の金色のコインと各国固有の「ローカルコイン」の2種類があり、これらを使って新しい帽子や衣服などを購入することができ、一部の衣装は特定の目的を達成するために必要である。
本作は、Joy-Conを分け与えて2人でプレイする「おすそわけプレイ」にも対応しており、2Pはキャッピーを操作できる。キャッピーは1Pであるマリオのアシストをしたり、邪魔をしたりできる。また、本作では初心者向けの「おたすけモード」が導入されている。このモードでは目的地までの道筋を矢印で示してくれるのに加えて、矢印の示すルート上ではカメラ操作を自動で行ってくれる。また、ライフはダメージを受けてもしばらく止まっていればライフが回復する。奈落に落下してしまったときはライフひとつと引き換えにすぐに落下直前の場所まで戻ってくることができる。
本作には、冒険中好きな時に時間を止め、好きな角度から写真をとることができる「スナップショットモード」が搭載されている。このモードはズームしたり、画像をぼやかしたり、回転させたり、フィルターをかけたりすることが自由にできる。
2018年2月22日の無料アップデートで、ミニゲーム「バルーンファインド」が追加された。ストーリーをクリアした後に各国に登場するルイージに話しかけることで始められる。他のプレイヤーがワールド内に隠した風船を探し当てる「風船さがし」と自ら風船を隠し、他のプレイヤーに探させる「風船かくし」が遊べる。
本作は、2019年4月26日にNintendo LaboのVRゴーグルToy-Conへ対応する無料アップデートが行われた。このモードでは、3つのステージで音符を集めて楽器を入手し、楽団員を揃える必要がある。

## ストーリー
クッパはキノコ王国からピーチをさらい、自身の飛行船に連れ去り、無理やり結婚しようとする。マリオもまた船上で彼女を救おうとするが、短い戦いの末、クッパの帽子によって船から突き落とされ、隣接する「帽子の国・カブロン」に落下する。マリオがいなくなると、クッパはマリオの帽子を踏みつけて船の後部プロペラに流し入れ、帽子をズタズタにする。帽子の破片のひとつは、カブロン人という帽子の姿をした生物のひとり、キャッピーに拾われる。ふたりは出会い、キャッピーはクッパが自身の妹ティアラも連れ去り、ピーチのウェディングティアラとして使おうとしていることをマリオに説明する。キャッピーはマリオに加わり、マリオの帽子の形をとって、帽子を投げて他の生物や物体に一時的に憑依（キャプチャー）し、その能力を利用できるようにする。彼らは近くの「滝の国・ダイナフォー」へ向かい、「オデッセイ号」と呼ばれる飛行船を取り戻し、クッパを追い始める。
マリオとキャッピーはさまざまな王国を巡り、「パワームーン」を集めてオデッセイ号に燃料を補給し、クッパが雇ったウエディングプランナーである擬人化ウサギ集団ブルーダルズと戦う。ブルーダルズは、王国ごとでドレス、ケーキ、ブーケなど結婚式に必要な品を盗んでいる。やがて、ふたりは「クッパの国」に追いつくが、クッパはすぐに月での結婚式のために出発し、ふたりはブルーダルズのメカブルードとの戦いに残される。ふたりはメカブルードを倒し、クッパの後を追って「月の国・ハニークレーター」へ向かう。
マリオとキャッピーはオデッセイ号で月へ飛び、大聖堂内でクッパと対決する。マリオはクッパによって仕掛けられた落とし穴に落ち、月の内部で激戦となり、クッパを倒してピーチとティアラを救うが、洞窟は崩壊し始める。月の奥深くに着地した後、マリオはキャッピーの力で気絶したクッパをキャプチャーし、ピーチとティアラとともに地上へ脱出する。地上に戻ると、マリオはピーチにプロポーズしようとするが、クッパも意識を取り戻してプロポーズし、二人は彼女の手を争う。困惑したピーチは二人を制止し、キャッピーとティアラと一緒にオデッセイ号に乗り込む。マリオとクッパは失恋するが、ピーチはマリオに「一緒に帰ろう」と声をかける。マリオは間一髪で船に乗り込み、クッパは月に取り残される。
クリア後、マリオとキャッピーはムーンロックから解放されたさらなるパワームーンを集め、「月の国 裏」「月の国 もっと裏」と呼ばれる月の他の場所へも進むことができる。他方、ピーチとティアラは世界各地を自分たちで旅し、その途中でマリオと再会し、会うたびにパワームーンを渡す。

## キャラクター
マリオ
声 - チャールズ・マーティネー
本作の主人公。本作ではトレードマークの帽子を使ったアクションがあり、帽子を敵キャラクターやオブジェクトなどの頭に乗せると乗せた相手・対象物に乗り移ることができる。さらわれたピーチ姫を助けるために世界中を駆け回る。
なお、本作のマリオの帽子はキャッピーが変身した物（そのため、キャッピーが敵にさらわれたり、特定のギミックにキャプチャーすると帽子無し状態になる）であり、本来のマリオの帽子はオープニングにおいてマリオが吹き飛ばれた後その場に残り、クッパに踏まれ、空を舞ってクッパの飛行船の後部プロペラに巻き込まれた事でボロボロになっている。
キャッピー
声 - 小松昌平
本作のもう1人の主人公で帽子の国・カブロンに暮らすティアラの兄。やんちゃな性格でちょっぴり臆病。ピーチ姫と同様にクッパにさらわれた妹のティアラを救出するためマリオの相棒として協力する。普段は白いシルクハットの形をしているが、色々な帽子へ変身することが出来る。普段はマリオの帽子に変身し、マリオに被さっている。「おすそわけプレイ」によって操作キャラクターにもなる。

## 開発

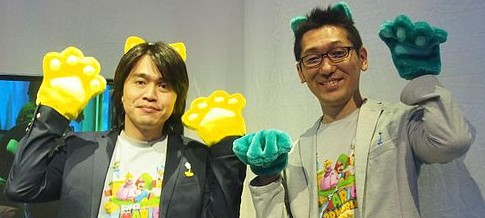
小泉歓晃（左）と林田宏一（右）（2013年）。本作のプロデューサーを務めた。

本作は、もともと東京制作部と呼ばれていた任天堂企画制作本部の第8プロダクションが開発し、1-UPスタジオが開発に協力した。本作の企画は、前作の『スーパーマリオ 3Dワールド』が2013年に発売された後に始まった。その後、約1年間の議論と試作を経て、2014年末から本格的に開発が始まった。『スーパーマリオ 3Dワールド』と同じく、小泉歓晃と林田宏一がプロデューサーを担当し、元倉健太がディレクターを務めた。宮本茂は「クリエイティブフェロー」として再び役割を担い、開発者は宮本にコンセプトを伝え、宮本はそれに対するフィードバックを返した。小泉によると、宮本は「かなり自由にやらせてくれた」と述べている
本作は、当時のマリオシリーズが力を入れていたカジュアルプレイヤーから離れ、マリオのコアプレイヤーへの興味を引くゲームとなるよう意図された。当時のマリオゲームに見られた直線的に進行するコースクリア型のゲームではなく、『スーパーマリオ64』や『スーパーマリオサンシャイン』などと同様の箱庭ステージでの探索に重点を置いている。
宮本は、『スーパーマリオギャラクシー』と『3Dワールド』の発売以降、直線的に進行するゲームはさらに少なくなり、ゲームは「ルーツであるマリオサンシャイン（の形式）に戻る」ことになると述べた。その一方で、本作ではカメラ操作がマリオサンシャインよりも使いやすくなるように意図されていた。本作のために出された最初の構想は、小泉によるもので、モーションコントロールを使用することだった。小泉は、コントローラーのJoy-Conで使用できるモーションアクションを思い描き、その中で最も自然に馴染んだのがオブジェクトを投げることだった。このギミックとの連帯感を生み出すために、マリオの帽子が投げられるオブジェクトとして選ばれた。

### デザイン
小泉はゲーム開発サイクルの非常に早い段階で、シリーズに全く新しい体験を生み出すという指針のもと、ゲームプレイの中核となるすべてのコンセプトが決定されたと述べた。これらのアイデアには、各国間の移動やパワームーンの収集、その他の設定が含まれていた。キャッピーも最初のプロトタイプで作成され、モーションコントロールはこれを基に構築された。もう一つの目標は、ゲームのフレームレートを60 fpsで実行し続けることであった。「ニュードンクシティ」などの特定の場所には、対比を強調して異国感を表現するためにリアルな背景や人間が用いられている。また、本作を開発するにあたって、『マリオシリーズ』にある「誰にでもわかりやすいデザイン」を踏襲することが意識された。
熟慮された主な特徴の1つは、Switchの携帯性とテレビとの接続機能であり、これらはゲームのプレイ方法に影響を与えた。また、モーションコントローラが実装されことにより、両手にコントローラーを1つずつ持ってプレイできるようになった。開発者は、これらの異なる方法でゲームを遊ぶ楽しさを慎重に確かめた。両者の橋渡しをするために、本作は短時間でも長時間でもゲームを遊べるようにするためのバランスがとられている。元倉健太はE3でのインタビューで、プレイヤーは、設定されたメインストーリーに従うか、単に探索してパワームーンを見つけるかを選択してプレイできるように作られていると述べた。また、舞台となる各ステージには、複数のクリア方法がある。
本作をデザインする際にデザイナーが検討したゲームは、サンドボックスゲームの『Minecraft』であった。当初、カメラを動かすゲームは子供には難しいと考えられていたが、カメラ操作が多用されている『Minecraft』が人気だったことから、後にこれで十分だと判断された。

### 設定とキャラクター
開発者は、まずゲームプレイのギミックや舞台となるステージのプロトタイプを作成し、そこからプロトタイプがどのような設定やテーマに最も適しているかを話し合い、次にロケーションを構築した。3番目に、ロケーションが取り込まれ、それらに特化したアイデアがさらに設計された。元倉健太によると、本作のロケーションは旅と驚きをテーマに作り上げられた。各国には購入できるお土産があり、各国とより親しみやすく、つながりやすくなっている。それぞれの国はオープンワールドのエリアでもあったため、開発者は多様性とささいな点を盛り込み、プレイヤーが各国とのつながりを感じられるようにすることで共感性を与えるようにした。国はデザイナーの個人的な経験に基づいて制作され、マリオがどのように各国と交流できるかを試しながら、これらのロケーションを構築した。ゲーム内のスクリーンショット機能も、開発チームには自然に馴染むだろうと考えられていた。

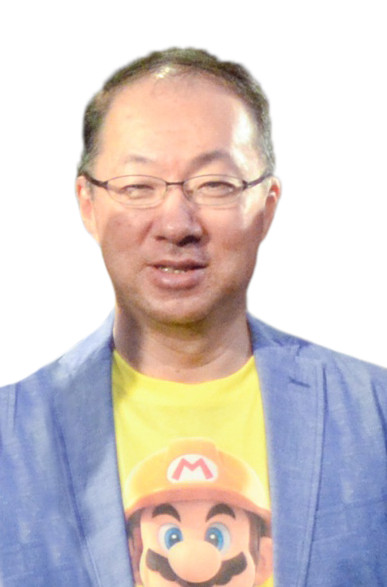
2015年にシリーズの音響監督を務めた近藤浩治。

キャッピーは帽子投げの仕組みがゲームに組み込まれてから少し後にキャラクターとして作られたが、これは開発者がマリオと一緒に旅をする「相棒」を望んでいたためであった。また、「キャプチャー」要素を盛り込むためでもあった。本作をどの環境で描写するかを選定する際、開発者は都市を優先した。開発者は今までにないような設定をプレイヤーに定着させるために、シリーズで馴染みのある印象を与えることにした。そのため、『ドンキーコング』でマリオとともに初登場したキャラクターであるポリーンを「ニュードンクシティ」の市長に選んだ。

### 音楽
2017年6月13日、E3 2017でのプレゼンテーション「Nintendo Spotlight」の中で公開された最新紹介映像にて、スーパーマリオシリーズ初のボーカルソング「Jump Up, Super Star!」が初公開された。この曲は本作の主題歌であり、ゲーム内でも流れるほか、TVCMなどの様々なプロモーションで使用されている。この曲の作詞は任天堂のサウンドデザインを担当する鈴木伸嘉が日本語の歌詞を書き、それをNintendo of Americaのローカライゼーションメンバーが英訳する形で行われた。作曲は任天堂のコンポーザーを務める久保直人、歌手はアメリカで歌手・声優として活躍するケイト・デイヴィスが担当。この曲は2017年12月2日より、JOYSOUNDにてカラオケ楽曲として配信された。配信楽曲は上記の英語版の「Short Version」に加えて、日本語版の「Jump Up，Super Star! ～オデッセイでっせい～」の「Short Version」の2曲である。

## 発売

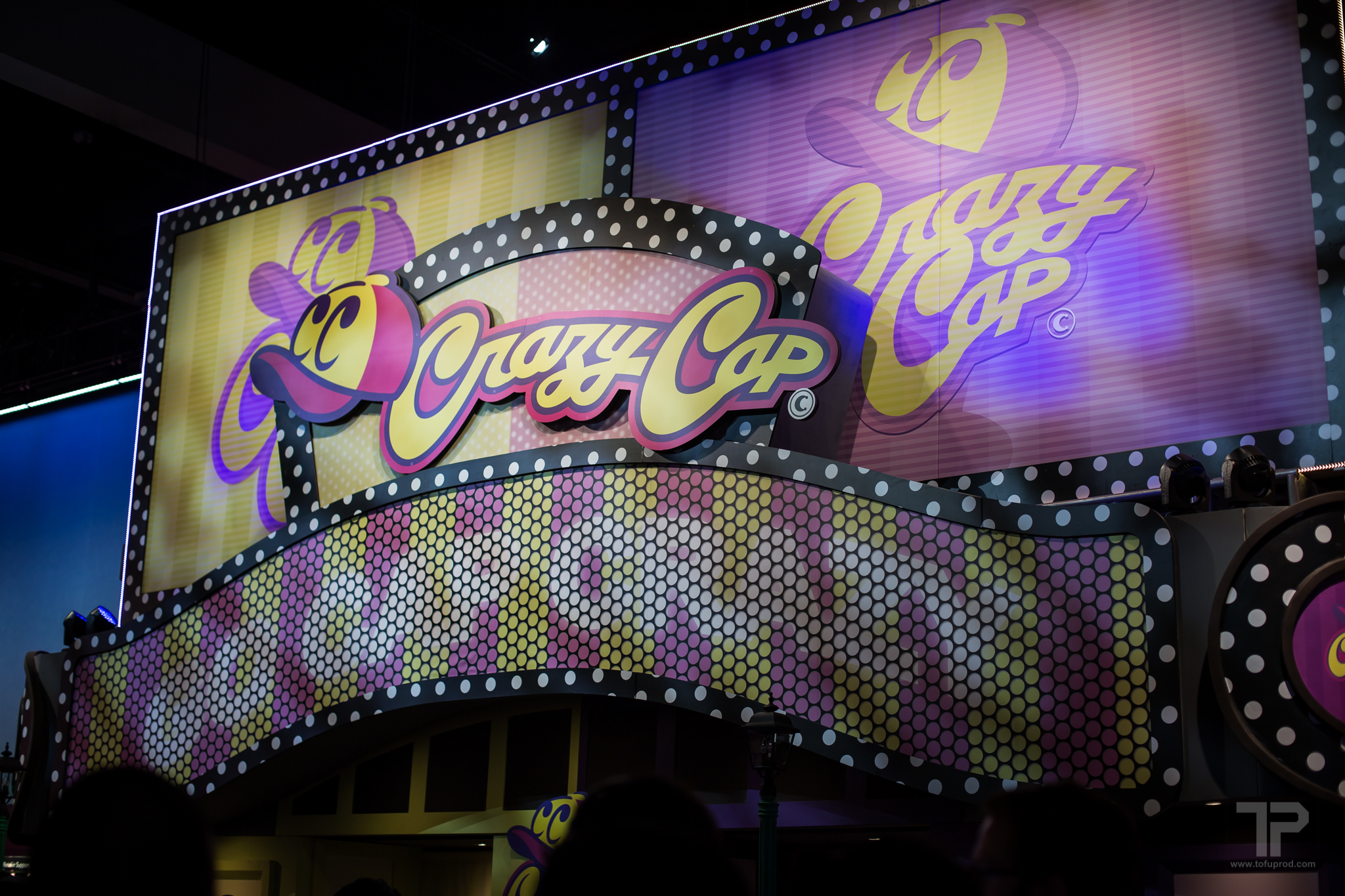
E3 2017にて再現されたニュードンクシティの「クレイジーキャップ」

本作は、2016年のNintendo Switch初公開映像の中で予告された。2017年1月の「Nintendo Switch プレゼンテーション 2017」で、本作が開発中であることが正式に発表され、その後すぐにゲームプレイ映像が公開された。E3 2017では、 「ニュードンクシティ」をテーマにしたセクションが設置され、本作のデモをプレイできた。E3 2017での発表はソーシャルメディアにおいて注目を集め、参加した他の開発者からは発表の最高の部分と捉えられていた。批評家はまた、本作の仕掛けの緻密さとオープンワールドの探索形式を指摘した。
発売2週間前、任天堂はブロードウェイ風のプロモーションミュージックビデオ「Jump Up Super Star!」を投稿した。このビデオでは、実写のダンサーとCGIのマリオが登場した。同曲はその後すぐにデジタルミュージックストアiTunesでリリースされ、アメリカ合衆国においてトップ40のベストセラーの1つとなった。
本作は2017年10月27日に正式に発売され、ウェディングドレスを着たマリオ、ピーチ、クッパのAmiiboも発売された。さらに、期間限定で本作をテーマにしたNintendo Switchが発売された。これには、Switch本体、キャラクターのキャッピーを彷彿とさせる色調のJoy-Con、本体用キャリングケース、およびニンテンドーeショップで使用する本作のデジタルダウンロードコードが含まれていた。同年の12月後半、任天堂は食品製造会社ケロッグと提携し、アメリカ合衆国で朝食用シリアル「Super Mario Cereal」を数量限定で発売した。箱の裏にはNFCタグが入っており、Amiiboのようにスキャンするとゲーム内で限定特典がもらえる。

### レーティング
本作ではレーティングが引き上げられ、CEROによるレーティングでは、マリオシリーズとして初めてにして異例のCERO：B（12才以上対象）に区分され、ESRBにおいてもマリオのアクションゲームシリーズでは初となるESRB：E10+（10歳以上）に区分されることになった。プロデューサーの小泉歓晃はレーティングが引き上げられたことについて、「基本的にはどの世代の人にも遊んでいただけるように仕上げたし、危険なものを作ったつもりはない。今までのシリーズでできていたことでも、リアルな背景（ニュードンク・シティなどの現実的な世界）になるとドキドキすることが増えてしまうということだろう」と話している。桜井政博はニュードンク・シティを始めとしたリアルなキャラクターやリアルな世界に対する暴力、干渉が理由である可能性を挙げたが、「それはピクサー作品程度のもので他作品と比べて子供に受け入れられないとは言えず、このレイティングは誰が得をするのか、子供のためとはまずなく、結果的に優良ソフトを楽しめる機会を奪っており、親、売り手、任天堂、業界のためでもなく、プレイヤーからすると感覚がどうしても合わず、決まりだから届けたい層にゲームが届かないのは残念だ」と否定的に捉えている。

## 評価

### 批評
本作は、レビュー集積サイトMetacriticによると「普遍的な称賛」を受けた。2025年現在、Metacriticは本作を史上3番目に高評価のゲームとして位置づけている。また、OpenCriticによれば、批評家の98％が本作を推奨しており、2025年の時点でOpenCriticは本作を史上最高評価のゲームとしてランク付けしている。
「The Verge」のAndrew Websterは、本作の構造がNintendo Switchの携帯性に非常によく適していると評価した。長時間プレイしてミッションを追うことも、短いセッションでパワームーンを集めることも可能であると述べ、『ゼルダの伝説 ブレス オブ ザ ワイルド』に散らばった「祠」（隠れたミニダンジョン）と比較した。しかし、Websterはモーションコントロールが「苛立たしいほど不正確」に感じられ、通常のコントロールの方が正確であると指摘した。また、特定のセグメントでマリオが2Dのスーパーマリオブラザーズの姿に変化する能力は、『ゼルダの伝説 神々のトライフォース2』のギミックに例えられ、「VentureBeat」は本作を『ソニック・ザ・ヘッジホッグ』シリーズと比較した。
「Edge」誌は、本作の新しいアイデアの発明性と、任天堂がマリオシリーズの既存の形式から逸脱するリスクを取った点を称賛した。特に、キャッピーとキャプチャ能力の導入を「これまでのマリオシリーズで最も汎用性の高い能力」と評し、プレイヤーが楽しめるゲームプレイ要素が再発明されたと述べている。ファミ通は本作に39/40のスコアを与え、『スーパーマリオ64』と同じ得点であり、それ以来最高得点の3Dマリオゲームであると評価している。また、「IGN」や「GameSpot」も本作に10/10のパーフェクトスコアを与え、その独創性を称賛している。
これに対し、『フィンチ家の奇妙な屋敷でおきたこと』のクリエイター、イアン・ダラスは本作に対し「温かみのある評価」を述べ、「『スーパーマリオ オデッセイ』の問題は、クリアしても実際には満足感を得られない点にある。プレイする価値は間違いなくあるが、クリアする価値があるとは思わない」と解説している。Digital TrendsのPhil Hornshawは本作を5つ星中4点とし、「Switchでのマリオ初作品は楽しいが、任天堂の最高傑作に見られる革新性や創造性に欠けている」と評している。また、「操作やカメラが不正確で、フラストレーションを感じることもある」と指摘した。
本作の主題歌「Jump Up，Super Star!」は、日本のビルボード・ジャパン・ホット100で2017年11月11日の週に33位に登場した。日本のiTunes Storeでは1位を獲得し。アメリカのiTunes Storeでは全ジャンルで25位にデビューした。本曲は、ケイト・ヒギンズによってThe Game Awards 2017でライブでパフォーマンスされた。

### 売上
発売から3日間で、世界中で200万本以上が販売され、そのうち51万1625本は日本での販売数であった。発売週には、『アサシン クリード オリジンズ』と競合し、イギリスではわずかに販売数で及ばなかった。アメリカとヨーロッパでは、任天堂史上最速で売れたスーパーマリオシリーズのゲームとなり、アメリカでは5日間で110万本が販売された。The NPD Groupによると、2017年10月には最も売れたビデオゲームとなり、Amazonでは、オンライン小売業者としてその年で最も売れたゲームとしてリストされた。2017年12月までに、本作は世界中で907万本を売り上げ、当時Switchで最も売れたゲームとなった。2024年12月の時点で、2904万本を売り上げている。

### 受賞
本作は「エンターテインメント・ウィークリー」と「Giant Bomb」において、「2017年のベストゲーム」のリストで第2位とされた。「GamesRadar+」においては、2017年のベストゲーム25のリストで第4位とされた。「Eurogamer」と「Polygon」においては、「2017年のトップ50のゲーム」のリストで第3位とされた。「Ars Technica」は、本作をゲーム・オブ・ザ・イヤーとした。「ザ・ヴァージ」では、2017年のベストゲーム15の1つに選定された。「ゲーム・インフォーマー」の読者とスタッフは、本作を年間最高のプラットフォームゲームとして投票した。また、読者は、Best Switch Gameとともに、ゲーム・オブ・ザ・イヤーにも投票した。「エレクトロニック・ゲーミング・マンスリー」もまた2017年のベストゲーム25のリストで本作を第4位とした。
本作は「Destructoid」のGame of the Year Awards 2017において「Best Switch Game」賞を受賞した。また、「IGN」のBest of 2017 Awardsにおいて「Best Platformer」賞と「Best Original Music」賞を受賞した。その他、「ゲーム・オブ・ザ・イヤー」賞と「Best Switch Game」賞にノミネートされた。また、「Nintendo Life」のGame of the Year Awardsにおいて、読者とスタッフの両方の投票により、「Switch Retail Game of the Year」賞と「Overall Game of the Year」賞にノミネートされた。本作は、全米ビデオゲームトレードレビュアーズアカデミーのアワードイベントにおいて、ゲーム・オブ・ザ・イヤー賞を受賞し、ノミネートされた1つの部門を除いたすべての部門で受賞した。「IGN」のベスト・オブ・E3で「Best Platformer」、「Best Nintendo Switch Game」、「Game of Show」を受賞し、「デストラクトイド」のベスト・オブ・E3では「Best of Show」を受賞した。日本では、ファミ通アワード2017において、優秀賞を受賞し、日本ゲーム大賞2018において、年間作品部門優秀賞を受賞した。
| 年   | 賞                                         | 部門                                    | 結果       | 出典            |
| ---- | ------------------------------------------ | --------------------------------------- | ---------- | --------------- |
| 2017 | Game Critics Awards                        | Best Action/Adventure Game              | 受賞       | [ 155 ]         |
| 2017 | Game Critics Awards                        | Best Console Game                       | 受賞       | [ 155 ]         |
| 2017 | Game Critics Awards                        | Best of Show                            | 受賞       | [ 155 ]         |
| 2017 | ゴールデンジョイスティックアワード         | Nintendo Game of the Year               | ノミネート | [ 156 ] [ 157 ] |
| 2017 | ゴールデンジョイスティックアワード         | Ultimate Game of the Year               | ノミネート | [ 156 ] [ 157 ] |
| 2017 | The Game Awards 2017                       | Game of the Year                        | ノミネート | [ 158 ]         |
| 2017 | The Game Awards 2017                       | Best Game Direction                     | ノミネート | [ 158 ]         |
| 2017 | The Game Awards 2017                       | Best Score/Music                        | ノミネート | [ 158 ]         |
| 2017 | The Game Awards 2017                       | Best Audio Design                       | ノミネート | [ 158 ]         |
| 2017 | The Game Awards 2017                       | Best Action/Adventure Game              | ノミネート | [ 158 ]         |
| 2017 | The Game Awards 2017                       | Best Family Game                        | 受賞       | [ 158 ]         |
| 2018 | 21st Annual D.I.C.E. Awards                | Game of the Year                        | ノミネート | [ 159 ] [ 160 ] |
| 2018 | 21st Annual D.I.C.E. Awards                | Adventure Game of the Year              | ノミネート | [ 159 ] [ 160 ] |
| 2018 | 21st Annual D.I.C.E. Awards                | Outstanding Achievement in Game Design  | ノミネート | [ 159 ] [ 160 ] |
| 2018 | 21st Annual D.I.C.E. Awards                | Outstanding Achievement in Sound Design | 受賞       | [ 159 ] [ 160 ] |
| 2018 | SXSWゲーム賞                               | Excellence in SFX                       | 受賞       | [ 161 ] [ 162 ] |
| 2018 | SXSWゲーム賞                               | Excellence in Musical Score             | ノミネート | [ 161 ] [ 162 ] |
| 2018 | SXSWゲーム賞                               | Excellence in Animation                 | ノミネート | [ 161 ] [ 162 ] |
| 2018 | SXSWゲーム賞                               | Excellence in Gameplay                  | ノミネート | [ 161 ] [ 162 ] |
| 2018 | SXSWゲーム賞                               | Video Game of the Year                  | ノミネート | [ 161 ] [ 162 ] |
| 2018 | ゲーム・デベロッパーズ・チョイス・アワード | Best Design                             | ノミネート | [ 163 ] [ 164 ] |
| 2018 | ゲーム・デベロッパーズ・チョイス・アワード | Game of the Year                        | ノミネート | [ 163 ] [ 164 ] |
| 2018 | 2018 Kids' Choice Awards                   | Favorite Video Game                     | ノミネート | [ 165 ] [ 166 ] |
| 2018 | 第14回英国アカデミー賞ゲーム部門           | Best Game                               | ノミネート | [ 167 ] [ 168 ] |
| 2018 | 第14回英国アカデミー賞ゲーム部門           | Family                                  | 受賞       | [ 167 ] [ 168 ] |
| 2018 | 第14回英国アカデミー賞ゲーム部門           | Game Design                             | 受賞       | [ 167 ] [ 168 ] |
| 2018 | 2018 Teen Choice Awards                    | Choice Videogame                        | ノミネート | [ 169 ] [ 170 ] |
| 2018 | BBC Radio 1's Teen Awards                  | Best Game                               | ノミネート | [ 171 ]         |

## 発売後の展開
スーパーマリオ オデッセイの発売以降、『マリオゴルフ スーパーラッシュ』やNintendo Switch・ニンテンドー3DS版『進め! キノピオ隊長』など、任天堂の他のタイトルでもオデッセイの王国をモチーフにしたステージが登場している。
スーパーマリオ オデッセイは、「Nintendo Switch 2のシステムでのプレイアビリティ向上」を目的とした無料アップデート対象のひとつとして発表された。このアップデートは2025年6月3日に配信され、4K解像度、HDR、GameShareへの対応が追加された。

### 変更点
スーパーマリオ オデッセイには、多くのユーザー制作によるMODが存在し、コスチュームや敵キャラクター、さらには完全新規の王国エリアなど、さまざまな新要素が追加されている。2022年には「Super Mario Odyssey: Online」というオンラインマルチプレイ対応MODが公開され、最大10人同時プレイが可能となった。かくれんぼモードや通常モードを仲間同士で楽しめ、ゲーム進行も全員で同期される仕組み。配信者を中心に人気を集めている。また、2025年にはスーパーマリオギャラクシーの敵やギミック、全42銀河エリアを移植する「Super Mario Odyssey - A Galaxy Story」という大規模MODがリリース予定となっている。

## 関連商品
- 本作の発売日と同日に、本作仕様の本体に本作のパッケージ版を同梱した「Nintendo Switch スーパーマリオ オデッセイ セット」、キャリングケース「Nintendo Switch スーパーマリオオデッセイ エディション」、amiibo（マリオ（ウェディングスタイル）、ピーチ（ウェディングスタイル）、クッパ（ウェディングスタイル））が同時発売された[183]。
- 2018年2月28日に、「Jump Up, Super Star!」や「Break Free (Lead the Way)」をはじめとする全136曲が収録されたオリジナルサウンドトラック『スーパーマリオ オデッセイ オリジナルサウンドトラック』がビーイングより発売された[184]。
- 2018年11月9日にガイドブックが付属したパッケージ版「スーパーマリオ オデッセイ〜旅のガイドブック付き〜」が発売された[185]。またガイドブックは、単体購入することもできる[185]。